# Polifosfat
Polifosfati su soli ili estri polimernih oksianjona koji su formirani od tetraedarskog PO4 fosfata,  strukturne jedinice koja je vezana za zajednički atom kiseonika. Polifosfati mogu imati linearnu ili prstenastu strukturu.  U biološkim procesima i supstancama,  polifosfatni estri adenozin-difosfat (ADP) i ATP uključeni su u skladištenje energije. Mnoštvo polifosfata ima primenu u mineralnim sekvestracijama komunalnih voda, uglavnom u količinama 1 do 5 ppm. GTP, CTP i UTP su takođe važni nukleotidi u sintezi proteina i lipida, kao i metabolizmu ugljenih hidrata.

## Struktura
- Struktura trifosforne kiseline
- Polifosforna kiselina
- Ciklični trimetafosfat
- Adenozin-difosfat (ADP)

Struktura tripolifosforne kiseline ilustruje načela koja definišu strukture polifosfata. Sastoji se od tri tetraedarne PO4 jedinice povezane zajedničkim kiseoničnim centrima. Za linearne lance, fosforna grupa na kraju ima jedan zajednički oksid, a ostali fosfori u centrima dele dva oksidna centra. Odgovarajući fosfati se pretvaraju u kiseline gubitkom kiselih protona. U slučaju cikličnih trimera, svaki tetraedar deli dva čvora sa susjednim tetraedrom.
Postoje tri zajednička moguča ugla. Ovaj motiv predstavlja umrežavanje linearnog polimera. Umreženi polifosfati imaju listaste strukture filosilikata, ali takve strukture javljaju se samo u ekstremnim uslovima.

## Formiranje i sinteza
Polifosfati nastaju polimerizacijom derivata fosforne kiseline. Proces počinje sa dve fosfatne jedinice koje ulaze u zajedničku kondenzacijsku reakciju: 
2 HPO42−{\displaystyle \rightleftharpoons }   P2O74− + H2O
Kondenzacija je prikazana kao ravnotežna zato što je takođe moguća povratna reakcija, hidroliza. Proces se može nastaviti postepeno: u svakom koraku, na lanac se dodaje naredna jedinica PO3, kao što je označeno u zagradama u ilustraciji polifosforne kiseline. P4O10 se vidi kao krajnji proizvod kondenzacijskih reakcija, gde svaki tetraedar ima tri zajednička ugla sa ostalima. Nasuprot tome, složena mešavina polimera nastaje kada se fosfor-pentoksidu dodaje mala količina vode.

## Kiselinsko-bazna i kompleksacijska svojstva
Polifosfati su slabe baze. Usamljeni par elektrona na atomu kiseonika može biti doniran jonu vodonika (protonu) ili metalnom jonu putem tipičnih interakcija Luisovih kiselina i baza. To ima duboko značenje u biologiji. Na primer, oko 25% adenozin-trifosfata je protonisano u vodenom rastvoru pri pH 7.
ATP4− + H+ {\displaystyle \rightleftharpoons }  ATPH3−, pKa {\displaystyle \approx } 6.6
Dalje protonacije javljaju se na nižim pH vrednostima.

## „Visokoenegetska“ fosfatna veza
ATP formira helatne komplekse sa metalnim jonima. Konstanta stabilnosti za ravnotežu 
ATP4− + Mg2+ {\displaystyle \rightleftharpoons } MgATP2−, log β {\displaystyle \approx } 4
posebno je velika. Formiranje kompleksa magnezijuma je ključni element u procesu hidrolize ATP, jer slabi vezu između terminalne fosfatne grupe i ostatka molekula.
Po biološkim standardima, otpuštena energija u hidrolizi ATP,
ATP4− + H2O → ADP3− + Pi−
ΔG {\displaystyle \approx } –36,8 kJ mol−1 je velika. Pi je lanac neorganskih fosfata, koji je protonisan pri biološkom pH vrednostima. Međutim, po neorganskim standardima ta energija nije velika. Termin „visokoenergetski“ se odnosi na činjenicu da je relativno visoka za količine energije oslobađene u  organsko hemijskim reakcijama koje se odvijaju u živim sistemima.

## Visokopolimerni neorganski polifosfati
Dobro su poznati polifosfati sa visokom molekulskom masom. Jedan takav derivat je staklasta (i.e. amorfna) Grahamova so. Kristalni polifosfati visoke molekularne težine uključuju Kurolovu i Madrelovu so. Ti molekuli imaju formulu [NaPO3]n[NaPO3(OH)]2, gde n može biti veće od 2000. U pogledu njihove strukture, ovi polimeri se sastoje od PO3– „monomera“, sa lancima koji se završavaju protoniziranim fosfatima.

### Prirodni polifosfati
L. Liberman je 1890. dodine pronašao visoko-polimerne neorganske polifosfate u živim organizmima. Ova jedinjenja su linearni polimeri koji sadrže od nekoliko do više stotina ortofosfornih ostataka povezanih energetski bogatim fosfoanhidridnim vezama.
Ranije su ova jedinjenja smatrana „molekularnim fosilima“ ili kao samo fosfor i izvor energije za opstanak mikroorganizama pod ekstremnim usloviima. Za njih se sada zna da imaju i regulatorne uloge i da se nalaze u predstavnicima svih carstava živih organizama, gde učestvuju u metaboličkim korekcijama i kontroli na genetičkim i enzimatskim nivoima. Polifosfati su direktno učestvuju u prebacivanju iz genetičkog programa koji karakteriše eksponencijalna faze rasta bakterija u program ćelijskog opstanka pod stacionarnim uslovima, "života u sporoj liniji". Oni učestvuju u mnogim regulatornim mehanizama bakterija:
- Učestvuju u indukciji rpoS, RNK-polimerazne podjedinice koja je odgovorna za izražavanje velike grupe gena koji učestvuju u korekcijama stacionarne faze rasta i mnogih stresnih agenasa.
- Važni su za mobilnu pokretljivost, formiranje biofilma i virulencije.
- Polifosfati i eksopolifosfataza učestvuju u regulaciji nivoa oskudnog responsnog faktora, gvanozin 5'-difosfat 3'-difosfata (ppGpp), koji je sekundarni glasnik u bakterijskim ćelijama.

- Polifosfati učestvuju u formiranju kanala kroz žive ćelijske membrane. Ti kanali koje formiraju polifosfat i poli-B-hidroksibutirat sa Ca2+ učestvuju u transportnim procesima u različitim organizmima.
- Važna funkcija polifosfata u mikroorganizmima (prokariotima) i nižim eukariotama je prilagođavanje na promene uslova životne sredine pružajući fosfate i energetske rezerve. Polifosfati su prisutni u životinjskim ćelijama, i dostupna je znatna količina podataka o njihovom učešću u regulatornim procesima tokom razvića i ćelijskoj proliferaciji i diferencijaciji; a posebno u koštanim tkivima i mozgu.

Kod ljudi je pokazano da polifosfati igraju ključnu ulogu u koagulaciji krvi. Nakon što ih proizvedu i oslobode trombociti oni aktiviraju faktor XII koji je esencijalan za formiranje krvnih ugrušaka. Osim toga, polifosfati izvedeni iz trombocita aktiviraju faktora XII (Hagemanov faktor) zgrušavanja krvi koji inicira formiranje fibrina i stvaranje jednog od proinflamatornih posrednika, bradikinina, koji doprinosi  curenju iz krvnih sudova i trombozi.
Neorganski polifosfati imaju ključnu ulogu u toleranciji ćelija kvasca na toksičnost teških metalnih katjona.

## Dodatna literatura
- Pavlov E, Grimbly C, Diao CT, French RJ (2005). „A high-conductance mode of a poly-3-hydroxybutyrate/calcium/polyphosphate channel isolated from competent Escherichia coli cells”. FEBS Lett. 579 (23): 5187—92. PMID 16150446. doi:10.1016/j.febslet.2005.08.032.

- Kulaev I, Vagabov V, Kulakovskaya T (1999). „New aspects of inorganic polyphosphate metabolism and function”. J. Biosci. Bioeng. 88 (2): 111—29. PMID 16232585. doi:10.1016/S1389-1723(99)80189-3.

- Kulaev I, Kulakovskaya T (2000). „Polyphosphate and phosphate pump”. Annu. Rev. Microbiol. 54: 709—34. PMID 11018142. doi:10.1146/annurev.micro.54.1.709.